# Гончаренко Богдан Анатолійович
Богда́н Анато́лійович Гончаре́нко (нар. 7 жовтня 1991, Мелітополь, Запорізька обл. — пом. 13 квітня 2015, Авдіївка, Донецька обл.) — молодший сержант Збройних сил України, учасник російсько-української війни.

## Життєвий шлях
2010 року закінчив мелітопольське училище № 24. В часі війни мобілізований 11 серпня 2014 року, по тому кілька разів писав рапорти про переведення на фронт. Відряджений до зони бойових дій 29 березня 2015-го у складі зенітного розрахунку зведеного загону Повітряних сил ЗСУ. Далекомірник роти охорони 25-ї гвардійської бригади транспортної авіації.
13 квітня 2015-го під час одного з обстрілів терористами українських позицій (опорний пункт «Зеніт») поблизу Авдіївки уламок снаряда 120-мм міни влучив у ящики з набоями в бліндажі. Від вибуху загинули Богдан Гончаренко та Олексій Вовченко, Дмитро Гура, Василь Путаненко, Олександр Тищенко.
Упізнаний за експертизою ДНК. 22 червня 2015 року похований в Мелітополі.
Без Богдана лишилися батьки, маленький син, брат та сестра Олена.

## Нагороди та вшанування
- Указом Президента України № 553/2015 від 22 вересня 2015 року — орденом «За мужність» III ступеня (посмертно)[2].
- 1 вересня 2015 року на будинку Мелітопольського будівельного центру відкрито меморіальну дошку Богданові Гончаренку.
- 9 листопада 2016 року нагороджений орденом «За заслуги перед Запорізьким краєм» III ступеня (посмертно)[3].